# Willkommen Folk Tell Drekka Fest!
Willkommen Folk Tell Drekka Fest! è l'album di debutto della folk metal band norvegese Trollfest.

## Tracce
1. "Trollfest" (La festa dei troll) - 1:31
2. "Willkommen Folk tell Drekka Fest" (Benvenuto popolo alla festa alcolica) - 3:21
3. "Helvetes Hunden GARM" (GARM il cane infernale) - 3:44
4. "En ytterst Heftig Sak" (Una faccenda estremamente violenta) - 2:48
5. "Sagaen om Suttungs-Mjöd" (La saga dell'idromele di Suttung) - 3:38
6. "Der Erste Krieg" (La prima guerra) - 4:15
7. "Du kom for seint..." (Sei arrivato troppo tardi) - 3:20
8. "TrollKamp" (La battaglia dei troll) - 1:38
9. "Die Urgammal GeBräu" (La birra ancestrale) - 3:35
10. "Offer-Visa" (I canti sacrificali) - 2:26
11. "Der Tag Nach-hinter" (Il giorno antico) - 2:27
12. "...Nå må DU Drikka mest!!" (Ora devi bere più di tutti) - 3:48

## Formazione
- Trollmannen - voce
- Mr. Seidel - chitarra
- Psychotroll - basso
- Trollbank - batteria